# Trousseau Gris
‘Trousseau Gris’ ist eine Weißweinsorte mit grau- bis rötlichfarbenen Trauben, die hauptsächlich in der amerikanischen Region Kalifornien kultiviert wird. Sie wird im Allgemeinen nicht reinsortig ausgebaut, sondern als Verschnittpartner verwendet. Obwohl ihr Anbau in einigen American Viticultural Area erfolgte, lag die bestockte Rebfläche in den 1990er Jahren bei mäßigen 700 ha. Kleine Bestände sind in Frankreich sowie in Neuseeland bekannt.
In Kalifornien (→ Weinbau in Kalifornien)  wird ‘Trousseau Gris’ häufig mit ‘Chardonnay’ oder ‘Viognier’ verschnitten und in Weißweinen, Dessertweinen und Schaumweinen verwendet.’

## Herkunft
‘Trousseau Gris’ ist eine Mutation der Rotweinsorte ‘Trousseau’.

## Ampelographische Sortenmerkmale
- Die Triebspitze ist offen. Sie ist nur weißwollig behaart, mit leicht rötlichfarbenem Anflug. Die grüngelblichen Jungblätter sind leicht flaumig behaart.
- Die großen Blätter sind fünflappig und mitteltief gebuchtet. Die Stielbucht ist lyrenförmig offen. Das Blatt ist mittelgrob gezahnt. Im Herbst verfärbt sich das Laub vollständig rot.
- Die walzenförmige Traube ist klein, geschultert und dichtbeerig. Die leicht ovalen Beeren sind klein und von gräulich-roter Farbe.

Reife: Die Rebsorte reift ca. 20 Tage nach dem ‘Gutedel’ und gilt somit als mittelspät reifend.

## Synonyme
‘Chauche Gris’, ‘Gray Riesling’, ‘Grey Riesling’, ‘Gris De Salces’, ‘Terret D'Afrique’.